# Aydın (provinca)
Provinca Aydın je provinca, ki se nahaja v zahodni Anatoliji v Turčiji ob Egejskem morju. Središče province je mesto Aydın s približno 150.000 prebivalci (2000).

## Okrožja
- Aydın
- Bozdoğan
- Buharkent
- Çine
- Didim
- Germencik
- Incirliova
- Karacasu
- Karpuzlu
- Koçarlı
- Köşk
- Kuşadası
- Kuyucak
- Nazilli
- Söke
- Sultanhisar
- Yenipazar

Koordinati:   37°43′42″N, 27°56′14″E